# Lampadino e Caramella nel MagiRegno degli Zampa
Lampadino e Caramella nel MagiRegno degli Zampa è un cartone animato. È prodotto da Animundi in collaborazione con Rai Ragazzi per bambini dai 2 ai 6 anni di età.

## Trama
Lampadino e Caramella sono due fratelli che spesso vanno a giocare con i loro amici nel Parco dell'Elefante. Quando l'Uccellina Zilia li va chiamare, i due tenendosi per mano recitano la formula magica "Foglia verde, tronco marrone, apriti adesso grande portone" e attraverso la Grande Quercia del parco arrivano nel MagiRegno degli Zampa, dove li aspetta sempre il loro amico cagnolino Zampacorta, figlio di Re Zampasaggia. Nel MagiRegno i fratellini si ritrovano di volta in volta ad affrontare gli infidi piani della terribile moffetta-maschio Duca Puzzoloso che con l'aiuto dei suoi scagnozzi, le faine Tordo e Tondo, sfrutta ogni occasione per tentare di seminare discordia e sostituire Re Zampasaggia, ma senza successo.

## Ideazione e messa in onda
Il progetto è stato pensato nel 2016 da Andrea Martini e Raffaele Bortone, produttori delle serie, insieme a Puntidivista, una casa editrice specializzata in libri per bambini con deficit sensoriali. La realizzazione invece è stata possibile grazie ad un successivo crowdfunding di Telecom Italia.
Il Ministero dei Beni e delle Attività Culturali e del Turismo ha contribuito economicamente dato il valore pedagogico e sociale del progetto.
Il cartone esce in anteprima il 20 marzo 2020 su RaiPlay, e a partire dal 29 marzo 2020 viene trasmesso su Rai Yoyo.
Il 14 febbraio 2022 viene trasmessa su RaiPlay e in seguito su Rai Royo la seconda stagione.
La terza stagione, viene trasmessa su RaiPlay e su Rai Yoyo dal 24 giugno 2024
È in produzione la quarta stagione.

## Episodi

### Stagione 1
1. Viva il circo
2. Ossa preistoriche
3. Le regole del gioco
4. La gara di mongolfiere
5. Un dolce da paura
6. Tracce sospette
7. La pazienza in gioco
8. L'invasione delle MagiFarfalle
9. Caccia all'uovo
10. Il giocattolo perduto
11. Il discorso del Re
12. Naturali trasformazioni
13. Un concerto insolito
14. I trucchi del mestiere
15. Semplice come la pizza
16. Incolpevoli distrazioni
17. Brr...che freddo!
18. Senza limiti
19. Sfida reale
20. Un natale rock'n'roll

### Stagione 2
1. Un gioco da giganti
2. Bolle di sapere
3. Il bolide rosso
4. Mistero al museo
5. L'albero sapiente
6. L'isola che c'è
7. Re per un giorno
8. Fuochi lunari
9. Il fiore della bontà
10. Unico limite, la fantasia
11. MagiClick
12. L'apparenza inganna
13. Bei ricordi
14. La luna nel pozzo
15. Vita sul ramo
16. Avventura sul Magitreno
17. L'elisir birichino
18. Puzzole profumose
19. Il carillon dei desideri
20. Un arcobaleno di ghiaccio

### Stagione 3
1. Danza libera tutti
2. Finali a sorpresa
3. La magia della voce
4. Regali alla rinfusa
5. Un dolce gioco
6. Il libro immaginato
7. Le sensazioni perdute
8. Nella bella Magifattoria
9. La grande parata
10. Mostriciattoli custodi
11. Mai arrendersi
12. Fama da lupo
13. A doppia velocità
14. Il tunnel dell'allegria
15. Un tesoro rifiutato
16. Un caso... elementare!
17. Il compleanno del Re
18. Colpo vincente
19. Il laboratorio delle Magimeraviglie
20. Un gigante da salvare

## Personaggi

### Personaggi principali
- Lampadino, doppiato da Monica Ward
- Caramella, doppiata da Simona Chirizzi
- Zampacorta, doppiato da Perla Liberatori
- Cinghy, doppiato da Danny Francucci
- Re Zampasaggia, doppiato da Francesco Cavuoto
- Panda Guru, doppiato da Stefano Starna
- Duca Puzzoloso, doppiato da Gianni Quillico
- Tordo, doppiato da Alberto Bognanni
- Tondo, doppiato da Nanni Venditti
- Uccellina Zilia
- Narratore, Giuseppe Zeno[6]

### Personaggi secondari
- Orso Balocco, doppiato da Beppe Carletti, appare negli episodi "Un dolce da paura", "L'invasione delle MagiFarfalle" e "Il discorso del Re"[6]
- Paolo e Giacomo, doppiati da Gigi e Ross, appaiono nell'episodio "L'invasione delle MagiFarfalle"
- Raffa Giraffa, doppiata da Vladimir Luxuria, appare negli episodi "Il discorso del Re", "Un natale rock'n'roll", "Magiclick" e "Vita sul ramo"
- Gio' Maestri, doppiato da Giovanni Allevi, appare nell'episodio "Un insolito concerto"
- Mago Silvano, doppiato da Raul Cremona, appare nell'episodio "I trucchi del mestiere"
- Scoiattolo e Scoiattolo, doppiati da Gigi e Ross, appaiono nell'episodio "Senza limiti"
- Gatto Gerardo, doppiato da Guillermo Mariotto, appare nell'episodio "Un natale rock'n'roll"
- Lemon, doppiato da Marco Belinelli, appare nell'episodio "Un gioco da giganti"
- Frank, doppiato da Francesco Vitucci, appare nell'episodio "Un gioco da giganti"
- Coco' Codari, doppiato da Enrico Ianniello, appare nell'episodio "Bolle di sapere"
- Gianka Ghepardo, doppiato da Giancarlo Fisichella, appare nell'episodio "Il bolide rosso"
- Gallo Leo, doppiato da Fiorenzo Galli, appare negli episodi "Mistero al museo" e "Fuochi lunari"
- MagiAlbero Sapiente, doppiato da Alessandro Michele, appare nell'episodio "L'albero sapiente"
- Billie, doppiato da Gianna Nannini, appare nell'episodio "L'isola che c'è"
- Polpo Arborio, doppiato da Renzo Arbore, appare nell'episodio "Re per un giorno"
- Armadillus, doppiato da Amadeus, appare nell'episodio "Fuochi lunari"
- Linda, doppiata da Linda Raimondo, appare nell'episodio "Fuochi lunari"
- Marvina Coque, doppiata da Metis Di Meo, appare nell'episodio "Il fiore della bontà"
- Becky, doppiato da Heinz Beck, appare nell'episodio "Il fiore della bontà"
- Enzo Ghiotto, doppiata da Enzo Polidoro, appare nell'episodio "Il fiore della bontà"
- BB Glam, doppiata da Carolyn Smith, appare nell'episodio "Unico limite, la fantasia"
- Tony Zoom, doppiato da Antonio Barrella, appare nell'episodio "Magiclick"
- Arturo Camaleo, doppiato da Arturo Brachetti, appare nell'episodio "L'apparenza inganna"
- Casimiro da Solomeo, doppiato da Brunello Cucinelli, appare nell'episodio "Bei ricordi"
- Grillo Patrizio, doppiato da Pino Strabioli, appare nell'episodio "La luna nel pozzo"
- Albachiara, doppiata da Chiara Gamberale, appare nell'episodio "Vita sul ramo"
- Kuki, doppiata da Carolina Signore, appare nell'episodio "Vita sul ramo"
- Vita, doppiata da Penelope Flamma, appare nell'episodio "Vita sul ramo"
- Bruno Canguro, doppiato da Bruno Vespa, appare nell'episodio "Avventura sul Magitreno"
- Tina Volpina, doppiata da Valentina Romani, appare nell'episodio "L'elisir birichino"
- Conte Profumoso, doppiato da Guillermo Mariotto, appare nell'episodio "Puzzole profumose"
- Contessa Profumosa, doppiata da Isabelle Adriani, appare nell'episodio "Puzzole profumose"
- Eugenio Smemorino, doppiato dal Mago Forest, appare nell'episodio "Il carillon dei desideri"
- Pingio Pinguino, doppiato ed interpretato nella LIS da Giorgio Lupano,  appare nell'episodio "Un arcobaleno di ghiaccio".
- Jaco, doppiato da Jacopo Tissi, appare nell'episodio "Danza libera tutti"
- Gatta Luna, doppiata da Emma D'Aquino, appare nell'episodio "Finali a sorpresa"
- Riccio Max, doppiato da Massimo Lopez, appare nell'episodio "La magia della voce"
- Stellina, doppiata da Stella Bortone, appare negli episodi "La magia della voce", "Il libro immaginato" e "Il laboratorio delle Magimeraviglie"
- Cucicogna, doppiata da Maria Grazia Cucinotta, appare nell'episodio "Regali alla rinfusa"
- Erny, doppiato da Ernst Knam, appare nell'episodio "Un dolce gioco"
- Fenny, doppiata da Alessandra Mion, appare nell'episodio "Un dolce gioco"
- Archibò, doppiato da Stefano Boeri, appare nell'episodio "Il libro immaginato"
- Pantera Chantal, doppiata da Chantal Ciaffardini, appare nell'episodio "Le sensazioni perdute"
- Cigno Dominga, doppiata da Dominga Cottarella, appare nell'episodio "Nella bella Magifattoria"
- Lux, doppiato da Marco Mazza, appare nell'episodio "La grande parata"
- Vito, doppiato da Amedeo Maffei, appare nell'episodio "La grande parata"
- Tonio Muflone, doppiato da Antonio Marras, appare nell'episodio "Mostriciattoli custodi"
- Saltello, doppiato da Cinzia Malvini, appare nell'episodio "Mostriciattoli custodi"
- Porcino, doppiato da Barbara Modesti, appare nell'episodio "Mostriciattoli custodi"
- Dante, doppiato da Daniela Colucci, appare nell'episodio "Mostriciattoli custodi"
- Fiammetta, doppiata da Stefania Giacomini, appare nell'episodio "Mostriciattoli custodi"
- Tapio, doppiato da Oney Tapia, appare nell'episodio "Mai arrendersi"
- Tita, doppiata da Daniela Colucci, appare nell'episodio "Mai arrendersi"
- Tata, doppiata da Antonella La Porta, appare nell'episodio "Mai arrendersi"
- Tartaluca, doppiato da Nadir Malizia, appare nell'episodio "Mai arrendersi"
- Felix, doppiato da Felice Autieri, appare nell'episodio "Fama da lupo"
- Nicole, doppiata da Cristina Lucchini, appare nell'episodio "A doppia velocità"
- Leoncina Noemi, doppiata da Noemi, appare nell'episodio "Il tunnel dell'allegria"
- Procione Bobo, doppiato da Roberto Cavallo, appare nell'episodio "Un tesoro rifiutato"
- Ema Stokholmes, doppiata da Ema Stokholma, appare nell'episodio "Un caso...elementare!"
- Angelo, doppiato da Angelo Madonia, appare nell'episodio "Un caso...elementare!"
- Zampettella, doppiata da Francesca Ceci, appare nell'episodio "Il compleanno del Re"
- Gatto Marcos, doppiato da Marcos Pavan, appare nell'episodio "Il compleanno del Re"
- Mila, doppiata da Simona Rinieri ed interpretata nella LIS da Ilaria Galbusera, appare nell'episodio "Colpo vincente"
- Axel, doppiato da Alex Mata, appare nell'episodio "Colpo vincente"
- Simmi, doppiato da Simon Thun, appare nell'episodio "Il laboratorio delle Magimeraviglie"
- Lina, doppiata da Laura Berti, appare nell'episodio "Il laboratorio delle Magimeraviglie"
- Oceania, doppiata da Licia Colò, appare nell'episodio "Un gigante da salvare"
- Marina, doppiata da Valentina Gottlieb, appare nell'episodio "Un gigante da salvare"

## Accessibilità
Attraverso il "Cartoon Able", un metodo innovativo al quale hanno collaborato insegnanti, educatori, psicologi e medici, il cartone è stato creato, dopo oltre 2 anni di lavoro, per essere fruibile da tutti. Infatti tutti gli episodi hanno:
- Una voce narrante che ha la funzione di audioguida e un commento sonoro nelle parti prive di dialogo, a vantaggio di bambini ciechi o ipovedenti.
- Sottotitoli con una sintassi specifica e traduzione in lingua dei segni italiana con attori sordi in costume che recitano in live-action inseriti in un fumetto, a vantaggio di bambini sordi.
- Effetti sonori e musiche non invasive, tempi narrativi non troppo sostenuti, a vantaggio di bambini autistici.
- Forme curve e accostamento studiato dei colori, che secondo recenti ricerche delle discipline neuroestetiche riducono il livello d'ansia e attivano aree del cervello legate al piacere.